# Desa Cibungur (administrativ by i Indonesien, Banten, lat -6,53, long 106,18)
Desa Cibungur är en administrativ by i Indonesien.   Den ligger i provinsen Banten, i den västra delen av landet, 80 km väster om huvudstaden Jakarta.